# Chalcides mertensi
Chalcides mertensi là một loài thằn lằn trong họ Scincidae. Loài này được Klausewitz mô tả khoa học đầu tiên năm 1954.